# معركة صيدا (2013)
معركة صيدا 2013 (بالإنجليزية: Battle of Sidon)‏ هي معركة نشبت في 23 يونيو 2013 بين الجيش اللبناني ومسلحين سنة، وكان من أهم أسباب المعركة تواجد عناصر مسلحة من حزب الله في صيدا.